# Uk vz. 59
Uk vz. 59 (češ. Univerzální kulomet vzor 59, hrv. Univerzalni mitraljez model 1959.) je mitraljez opće namjene čehoslovačke proizvodnje koji je nastao krajem 1950-ih. Riječ je o nasljedniku poslijeratnog modela Vz. 52. Do 1964. godine Vz. 59 je zamijenio sve Vz. 52/57 u čehoslovačkoj vojsci.
Ovisno o inačici, postoje modeli koje koriste manju ili veću cijev kao i različite kalibre streljiva. Mitraljez može biti opremljen s optičkim ciljnikom zooma od 4x.

## Modeli
- Vz. 59: osnovna inačica koja koristi sovjetsko streljivo kalibra 7,62×54mmR.
- Vz. 59N (Vz. 68): inačica koja koristi zapadno streljivo kalibra 7,62×51mm NATO te je namijenjena izvozu.
- Vz. 59L: laka inačica s manjom cijevi i montažom na dvonošcu.
- Vz. 59T: koaksijalna strojnica koja se može montirati na vozila.

## Korisnici
- Češka:[3] češka vojska koristi model Vz. 59N jer je članica NATO pakta.[1] Nedavno je u svoj arsenal dovela belgijsku strojnicu Mk 48 koja će zamijeniti Vz. 59.[1]
- Indija[3]
- Mali: malijska vojska.[4]
- Slovačka:[3] slovačka vojska.[1]
- Tanzanija: tanzanijska vojska.[5]
- Vijetnam: tijekom Vijetnamskog rata strojnicu su koristile sjevernovijetnamske snage i gerila Vietkonga.[1]

## Bivši korisnici
- Čehoslovačka